# Marcus Lindberg (fotbollsspelare född 1980)
Marcus Lindberg, född 31 augusti 1980 i Kågeröd, är en svensk före detta fotbollsspelare (försvarare) med meriter från allsvenskt spel med såväl Helsingborgs IF som med Kalmar FF där han 2008 blev svensk mästare.

## Karriär
Efter succéåret 2008 då Lindberg som nykomling omgående tog en ordinarie plats i det Kalmar som 2008 blev svenska mästare, hade han under 2009 det betydligt jobbigare. Efter en blödning i bäckenet blev det stopp för spel i 3 månader och säsongen i stort var spolierad. 
Också följande säsong blev det ytterst sparsamt med speltid för Lindberg som under hösten meddelade att han vill lämna klubben. Han skrev sålunda i december 2010 på för Ängelholms FF.
Från år 2013 kommer Lindberg vara spelande tränare för division 4 klubben Åstorps FF i Skåne.

## Meriter
Kalmar FF
- Svensk mästare 2008
- Supercupen 2009

### Webbsidor
- Marcus Lindberg på Svenska Fotbollförbundets webbplats
- Kalmar FF:s officiella hemsida